# Laser trilobum
- Commons
- Wikispecies

Laser é um género botânico pertencente à família Apiaceae cuja única espécie é a Laser trilobum.
1. ↑  «Laser — World Flora Online». www.worldfloraonline.org. Consultado em 19 de agosto de 2020